# Магеланов мореуз
Магеланов мореуз је мореуз који се налази између копненог дела Јужне Америке и острва Огњена Земља. Дуг је 583 km, широк 3-24 km, повезује Атлантски и Тихи океан. Припада Чилеу. На северозападној обали је лука Пунта Аренас. Назван по Магелану, који га је открио и кроз њега први прошао 1520. До прокопавања Панамског канала 1914. био је веома значајан за поморски саобраћај између два океана, али неподесан због подводних стена и ледника који се спуштају са Огњене Земље.
Магеланово првобитно име за мореуз било је Estrecho de Todos los Santos („Теснац Свих Светих“). Краљ Шпаније, цар Карло V, који је спонзорисао експедицију Магелан-Елкана, променио је име у Магеланов мореуз у част Магелана.
Рута је тешка за навигацију због честих сужења и непредвидивих ветрова и струја. Поморско пилотирање је сада обавезно. Теснац је краћи и заштићенији од Дрејковог пролаза, често олујног отвореног морског пута око рта Хорн, који је опседнут честим олујним ветровима и сантама леда. Заједно са каналом Бигл, мореуз је био један од ретких морских путева између Атлантика и Пацифика пре изградње Панамског канала.

## Историја

### Праисторија
Земљиште поред Магелановог мореуза су хиљадама година насељавали домородачки Американци. Сматра се да су палеоиндијанци у близини мореуза ловили америчке коње и милодоне. Гванакоси и чилеански гвемали су вероватно такође били ловљени.
Историјски препознатљиве аутохтоне етничке групе око мореуза су Кавескари, Теуелчи, Селкнами и Јагани. Кавескари су живели на западном делу северне обале мореуза. Источно од Кавескара налазиле су се Теуелчи, чија се територија простирала на северу у Патагонији. Јужно од Теуелча, преко мореуза, живели су Селкнами, који су насељавали већи део источног дела Огњене земље. Западно од Селкнама налазио се народ Јагана, који је насељавао најјужнији део Огњене земље.
Сва племена на том подручју била су номадски ловци-сакупљачи. Теуелчи су били једина непоморска култура у овој области; они су ловили рибу и сакупљали шкољке дуж обале током зиме, а лети су се селили у јужне Анде у лов. Племена из региона су имала мали контакт са Европом све до касног 19. века. Касније су болести које су унели Европљани десетковале делове аутохтоног становништва.
Могуће је да је Огњена земља била повезана са копном у раном холоцену (пре око 9000 година) на исти начин на који је тада било острво Риеско. Селкнамска традиција коју је забележио салезијански мисионар Ђузепе Марија Бовоар говори да су Селкнами стигли на Огњену земљу копном, и да се Селкнами касније нису могли вратити на север пошто је море поплавило њихов прелаз. Сматра се да је миграција Селкнама на Огњену земљу раселила сродне људе који нису поморци, Хауше који су некада заузимали већи део главног острва. Генерално се сматра да су Селкнами, Хауши и Теуелчи културно и лингвистички сродни народи који се физички разликују од народа који плове морem.
Према селкнамском миту, мореуз је настао заједно са каналом Бигл и језером Фагнано тако што су праћке пале на Земљу током борбе Тајивина са вештицом за коју се каже да је „задржала воду и храну“.

### Магелан
Први европски контакт у овој области је очигледно било путовање Фердинанда Магелана. (Извештај Антонија Галваа из 1563. године, који помиње ране карте на којима се мореуз приказује као „Змајев реп“ довео је до спекулација да је можда било ранијег контакта, али се то генерално одбацује.)
Магелан је водио експедицију у служби шпанског краља, цара Карла V, с намером да стигне до Острва зачина. Његови бродови постали су први који су пловили мореузом 1520. године.